# Rościsław Brochocki
Rościsław Brochocki (ur. 27 lutego 1925 w Krakowie, zm. 29 maja 2010 tamże) – artysta malarz.

## Życiorys
Edukację plastyczną rozpoczął w Szkole Przemysłu Artystycznego, a następnie podjął studia wyższe w krakowskiej Akademii Sztuk Pięknych pod kierunkiem prof. Eugeniusza Eibischa. Dyplom z wyróżnieniem uzyskał w roku 1949. W trakcie studiów został dwukrotnie wytypowany przez Radę Profesorów ASP na stypendium artystyczne do Paryża, jednak ze względów politycznych wyjazd nie doszedł do skutku.
Realizował swoje pasje w zakresie budowy modeli latających, konstrukcji silników, elektroniki, fotografii i astronomii. Uprawiał sport motocyklowy, a do niedawna jeszcze kolarstwo turystyczne. Jest również autorem artykułów z zakresu fantastyki naukowej publikowanych w polskich i zagranicznych czasopismach.
Jego dokonania malarskie znalazły swój wyraz w ponad 30 wystawach indywidualnych i ponad 100 wystawach zbiorowych oraz 15 wystawach zagranicznych. Prace artysty nagrodzonego wieloma prestiżowymi nagrodami można znaleźć w muzeach i kolekcjach w Polsce i Europie. Jeden z obrazów znajdował się również w prywatnych zbiorach Papieża Jana Pawła II.
W roku 2008 obraz Rościsława Brochockiego wystawiony był na Wielkiej Aukcji Sztuki Polskiej w Stanach Zjednoczonych.